# Paragymnomerus spiricorniformis
Paragymnomerus spiricorniformis är en stekelart som först beskrevs av Bialicky-birola 1926.  Paragymnomerus spiricorniformis ingår i släktet Paragymnomerus och familjen Eumenidae. Inga underarter finns listade i Catalogue of Life.